# Paul-Maurice Choquet
Paul-Maurice Choquet CSC (* 2. Oktober 1920 in Montreal; † 15. November 1996) war ein kanadischer römisch-katholischer Ordensgeistlicher und Weihbischof in Cap-Haïtien.

## Leben
Paul-Maurice Choquet trat der Ordensgemeinschaft der Kongregation vom Heiligen Kreuz bei und empfing am 24. Juni 1944 das Sakrament der Priesterweihe.
Am 6. Juni 1959 ernannte ihn Papst Johannes XXIII. zum Titularbischof von Diospolis Inferior und zum Weihbischof in Cap-Haïtien. Der Erzbischof von Montréal, Paul-Émile Kardinal Léger PSS, spendete ihm am 15. September desselben Jahres die Bischofsweihe; Mitkonsekratoren waren der Weihbischof in Montréal, Valérien Bélanger, und der Bischof von Cap-Haïtien, Albert-François Cousineau CSC.
Choquet nahm an der ersten, dritten und vierten Sitzungsperiode des Zweiten Vatikanischen Konzils teil. Am 11. August 1967 trat er als Weihbischof in Cap-Haïtien zurück.